# رضا قفل‌ساز
رضا قفل‌ساز (زاده ۲ اسفندماه ۱۳۲۹ در دزفول) یک دروازه‌بان و بازیکن فوتبال اهل ایران است. وی در تمام سال‌های درخشش باشگاه پاس تهران، او دروازه‌بان این تیم بود.
وی عضو تیم ملی فوتبال ایران در بازی‌های المپیک تابستانی ۱۹۷۲ بود.
رضا قفل‌ساز یکی از دروازه‌بانان تاریخ فوتبال ایران بوده که توانسته بالای ۵۰۰ دقیقه دروازه تیم پاس تهران را بسته نگه دارد. وی در سال ۱۹۷۳ موفق شد مدت ۷۵۴ دقیقه اجازه ورود توپی را به سنگر تیمش ندهد. وی همراه پاتریک بونر از گلاسکو رنجرز اسکاتلند صاحب رتبه ۲۲۵ دنیا شد.